# Armando Coroneaux
Armando Coroneaux (Camagüey, 2 luglio 1985) è un calciatore cubano, di ruolo attaccante.

## Carriera
Ha esordito con la nazionale cubana nel 2008.